# Cortinarius pumilus
Cortinarius pumilus är en svampart som först beskrevs av Elias Fries, och fick sitt nu gällande namn av Jakob Emanuel Lange 1940. Cortinarius pumilus ingår i släktet Cortinarius och familjen spindlingar.  Arten är reproducerande i Sverige. Inga underarter finns listade i Catalogue of Life.